# Хрістінна Педерсен
Хрістінна Педерсен  (дан. Christinna Pedersen, 12 травня 1986) — данська бадмінтоністка, олімпійська медалістка.

## Виступи на Олімпіадах
| Олімпіада   | Дисципліна    | Місце |
| ----------- | ------------- | ----- |
| Лондон 2012 | мікст         | 3     |
| Лондон 2012 | парний розряд | 5T    |
| Ріо 2016    | парний розряд | 2     |
| Ріо 2016    | мікст         | =13   |

## Особисте життя
Відкрита лесбійка. Перебуває у стосунках з Каміллою Рюттер Юль з 2009 року.